# NICE FLIGHT!
『NICE FLIGHT!』（ナイスフライト）は、2022年7月22日から9月9日までテレビ朝日系「金曜ナイトドラマ」枠にて放送されたテレビドラマ。主演は玉森裕太。
日本航空（JAL）の全面協力のもと、パイロット、整備士など空港で働く人々のリアリティを描く。

## あらすじ
ある日、副操縦士のパイロット、倉田粋(玉森裕太)が管制官の渋谷真夢(中村アン)の管制で、ダウンバーストのため困難な着陸を成功させることができ、真夢の声を聞いた粋は、その声に"一聞き惚れ"をし、空港に帰った粋は真夢を探し、そのまま恋に発展していくラブストーリー。

## キャスト

### 主要人物
倉田粋（くらた すい）〈31〉
演 - 玉森裕太（中学時代：石原颯也）
主人公。日本航空のコーパイ。CA（キャビンアテンダント）からモテモテのイケメン。「一聞き惚れ」した女性管制官を探す。
大学時代は人力飛行機部のパイロットを務め、中学生の頃の空へ憧れを思い出し、パイロットの自社養成試験を受けるが全滅。地元の自転車屋でアルバイトしながら1年就職浪人をした末、パイロットになった経緯を持つ。
中学生の頃、高校生の真夢と羽田空港の屋上デッキで出会っており、自分はパイロットになるので真夢に管制官になるよう勧めている。
移行訓練でゴーアラウンドしたことで、乗客の命を預かる旅客機を操縦することに恐れを抱くようになるが、真夢から、旅客機はパイロット一人の力だけでなく、整備士や管制官など、あらゆる人の協力で飛ぶものであると発破をかけられ、教官の村井、同期のコーパイたち、整備士のジェームスからも励まされ、操縦することへの恐れを払拭する。
ホノルル行の訓練飛行に飛び立つ前の、真夢の「HAVE A NICE FLIGHT! 行ってらっしゃい!」のアナウンスに「行ってきます」と笑顔で応える。

渋谷真夢（しぶや まゆ）〈34〉
演 - 中村アン（幼児期：奈良部心紅、中高生時代：凛美）
ヒロイン。羽田空港に勤務するクールだが愛想のない航空管制官。地元青森の青森空港から転勤してきた。幼少期に母親が預けた祖父・勝成に育てられている。
高校生の頃、羽田空港で粋から管制官になることを勧められ、また、青森空港の除雪隊「ホワイトインパルス」隊員だった祖父に恩返ししたいとの考えで、航空管制官を志した。
粋が元彼女の本谷とよりを戻したと誤解し、祖父の勝成が倒れたことから青森に帰郷しようとするが、勝成になだめられ思いとどまる。
これまでクールだが愛想のない官制をしていたが、粋がホノルル行の訓練飛行に飛び立つ前には「HAVE A NICE FLIGHT! 行ってらっしゃい!」と出発便を送り出すようになる。

### JAL（日本航空）
喜多見七海（きたみ なみ）〈46〉
演 - 吉瀬美智子
機長（キャプテン）。在宅の仕事をしている夫と娘がいる。
粋や岡島の767型機乗務時代にペアを組み搭乗することが多く、操縦技術などに関してアドバイスや助言などする。
定期の視力検査でNGとなり乗務停止処分を受けるが、治療や復帰訓練などにも時間がかかることから悩んだ後、会社に相談し訓練教官を紹介され第二の人生を送ろうかと決めかける。しかし、同期の村井からそれよりもお前の背中を見せるのが一番じゃないのかと言われ、社内の釣りサークル仲間の清掃員の修子にも自分が本当に進みたい道を選べとパイロットを続けるよう励まされる。また、乗務停止処分を知り心配していた粋からもまだまだ飛んでいてほしいと言われ、粋や村井、理香子らの搭乗する便に乗り、やはり自分もみなと一緒に空を飛びたいと、治療を受けパイロット復帰を目指す決心をする。
酒木ジェームス（さかき ジェームス）
演 - 尾上右近
航空整備士。シングルファーザー。
外資系エアラインのCAヴァネッサと事実婚で息子ショーンを儲けるも、彼女の自由を束縛しないために離別するが、日本にヴァネッサがフライトした際は親子3人で交流している。
暇なときに会ってくれる人は大切な人だと、遠回しに理香子に交際を申し込む。
飯塚理香子（いいづか りかこ）〈35〉
演 - 黒川智花
CA。チーフパーサー。真夢と同郷で高校からの付き合い。
かつてはパイロットとの結婚を夢見ていたが、現在では堅実な整備士などの地上勤務のスタッフとの結婚に夢を切り替えており、ジェームスにアプローチをかける。
高校時代はバレーボール部の主将を務めていた。
松村優希奈（まつむら ゆきな）
演 - 高垣七瀬
CA。
藤井紀子（ふじい のりこ）
演 - 坂本澪香
CA。
村井雄太郎（むらい ゆうたろう）
演 - 丸山智己
機長。喜多見と同期。
粋たちの76（ナナロク）から78（ナナハチ）への移行訓練の教官（フライトシミュレーション）を担当する。
グライダーのパイロット出身で、自分の腕を過信して悪天候の中フライトした際、グライダーが強風に流される事故に遭い死にかけたことから、乗客の命を預かる旅客機のパイロットには成れないと考えたが、所属していた大学のグライダーサークルの顧問である教授から、空の怖さを知ることからむしろパイロットになれと背中を押され、パイロットになった経緯があり、同じ理由でゴーアラウンドで航空機の操縦に怖さを感じるようになった粋を励ます。
本谷光希（もとや みつき）
演 - 筧美和子
グランドスタッフ。粋の元彼女。パイロット自社養成で地上訓練中の粋と共に勤務した。
かつてアリゾナで訓練中の粋に訓練を取るか、自分との結婚をとるか迫る国際電話をかけたことがある。
近々結婚することを粋に告げ、真夢との恋愛を成就するよう粋を応援する。
清水涼香（しみず すずか）
演 - 鮎川桃果
グランドスタッフ。本谷の後輩。

### 羽田空港

#### 東京国際空港管制保安部
夏目幸大（なつめ こうだい）〈28〉
演 - 阿部亮平（Snow Man）
航空管制官。帰国子女で、気象予報士の資格も取得している。河原の教育係。
パイロット志望であったが、メディカルチェックで不合格となり、管制官に進路を切り替えている。
真夢に想いを寄せている。
河原かすみ（かわはら かすみ）〈27〉
演 - 玉城ティナ
管制官訓練生。もともとはCA志望であったが両親の反対により挫折している。粋に想いを寄せる。
「一聞き惚れ」した女性管制官（真夢）を探していた粋に、その管制官は自分であると嘘をつく。
粋がコーパイを務める便に真夢が搭乗訓練した際、訓練生が管制するはずがないと教えたため嘘がばれる。
田所（たどころ）
演 - 西野大作
管制官。
五十嵐太一（いからし たいち）
演 - 大河内浩
次席航空管制官。「いからし」という読み方にこだわりがある。
七海や修子とは、釣りサークルの仲間。

### 粋の家族
倉田丈治
演 - 岩田知幸（第1話・第7話・最終話）
粋の父親。夫婦で美容院を経営している。
倉田たまき
演 - 宮地雅子（第1話・第2話・第7話・最終話）
粋の母親。
倉田陽
演 - 沼倉遼（子役）（第1話・第6話・第7話）
粋の弟。

### その他
酒木ショーン（さかき ショーン）〈5 → 6〉
演 - シモン・イヴァノフ
ジェームスのひとり息子。
大崎花（おおさき はな）
演 - 小野莉奈
「餃子のポーン」の看板娘。

### ゲスト

#### 第1話
山野井
演 - 畦田ひとみ
沖縄行きの修学旅行を引率する中学教師。引率中の翔平が搭乗前に行方不明になり、JALのスタッフに謝罪する。
中尾翔平
演 - 南出凌嘉
修学旅行中の中学生。
出発前に飛行機が墜落するのではないかと怖気づき、搭乗を逃がれるため、羽田空港の喫煙室で問題を起こそうとする。
しかし、粋から航空機は多くの人たちが支える安全な乗り物であると教えられる。

#### 第2話
岡島瑛人（おかじま えいと）
演 - 佐伯大地（第3話・第5話 - 最終話）
粋と同期の副操縦士。767から787への移行訓練で粋とペアを組む。同期曰く、粋とは相性が悪い。
移行訓練でナーバスになり粋と衝突するが、見かねた喜多見が仲裁に入り仲直りさせ、同期の友情を回復する。
榛名修子（はるな しゅうこ）
演 - 遊井亮子（第6話 - 最終話）
羽田空港の清掃員。社内の釣りサークルに参加している。
青森空港の職員
演 - 田中聡元
空港除雪隊「ホワイトインパルス」の紹介パネルを青森空港のコンコースに展示中、粋に伝説のホワイトインパルス隊員である勝成の住所を教える。
渋谷勝成（しぶや かつなり）
演 - 小野武彦（第7話）
真夢の母方の祖父。伝説のホワイトインパルス隊員。リンゴ農家。
農作業中に熱中症で倒れたため真夢が看病で帰省するが、直ぐに東京に帰るよう羽田行の航空券を渡す。
巴（ともえ）
演 - 柳美稀
真夢の青森の幼馴染。
ちーちゃん
演 - 沢田優乃

おばちゃん
演 - 池津祥子
勝成のご近所さん。まだ幼い真夢を、母親が祖父の勝成に預けた過去を粋に教える。
おじちゃん
演 - 佐伯新（第6話・第7話）
勝成のご近所さん。現役のホワイトインパルス隊員。

#### 第3話
女の子
演 - 磯村アメリ
羽田空港のロビーで2年ぶりに祖父母に会うことを楽しみにしている女の子。
アナウンサー
声 - 菅原知弘（テレビ朝日アナウンサー）
羽田空港周辺が大雨になる天気予報を伝える。

#### 第4話
真夢の母
演 - 小槙まこ（第5話）
東京での仕事を頑張ると幼い真夢に言い聞かせ、青森の父・勝成に真夢を預ける。
店長
演 - 伊藤風喜（第5話・第6話）
「餃子のポーン」の店長。
自転車屋の店長
演 - 関本昇平
粋がパイロット浪人中にアルバイトしていた自転車屋の店長。
キャンプに行く粋にキャンプ道具を貸してくれる。
精肉店の女性
演 - しのへけい子
キャンプに行く粋に肉をプレゼントする。
パイロット浪人中の粋に、商店街の他の店の手伝いを御願いする。
八百屋の大将
演 - 須間一也
キャンプに行く粋に野菜をプレゼントし、寝袋を貸してくれる。
カフェのオーナー
演 - 潟山セイキ
キャンプに行く粋にコーヒー豆をプレゼントし、ミルと救急箱を渡す。
キャンプ場のスタッフ
演 - 安藤広郎
真夢に野鳥が観察できる場所を教える。
若者二人組
演 - 小関楼丸、一條恭輔
キャンプに遊びに来ていた真夢を強引にナンパしようとするが、粋が真夢の恋人のふりをしたことで、引き上げていく。
こども二人組
演 - 竹井榛希、大西賢斗
ショーンとルアーフィッシングをしようとする粋に興味を持ち集まってくる。

#### 第5話
西田飛翔
演 - 松川尚瑠輝（第6話 - 最終話）
粋と同期の副操縦士。移行訓練で天野とペアを組む。
天野良秀
演 - 古屋呂敏（第6話 - 最終話）
粋と同期の副操縦士。移行訓練の身体検査に通るかを心配している。移行訓練で西田とペアを組む。
仙崎薫
演 - 田口浩正
世界で活躍するバイオリニスト。年に1度、地元福岡で子供たちのための演奏会を開くため来日する。
天候不良で粋が福岡空港から北九州空港に目的地の変更を判断したことで、演奏会に間に合う。
かつて地上業務研修中の粋と出会っている。
妊婦
演 - 成澤優子
父が危篤のため臨月ながら福岡便に搭乗する。
車椅子の老人
演 - 今村均
福岡便に搭乗する際、搭乗用の車いすに乗り換えることにぼやく。
車椅子の老人の妻
演 - にしだまちこ
天候不良で到着が遅れている福岡便で臨月の妊婦を励ます。
カップル
演 - 臼井萌音、岡野友紀
羽田空港のデッキに打ち上げ花火を見物にきたカップル。
男性グランドスタッフ
演 - 市川理矩
福岡便に搭乗する仙崎をアテンドする。

#### 第6話
寺田尚典
演 - 小沼朝生
粋たち副操縦士の767から787への移行訓練の座学インストラクター。
勅使河原
演 - 小熊樹（第7話・最終話）
粋と同期の副操縦士。移行訓練で里中とペアを組む。
里中可奈子
演 - 燈乃緑（第7話・最終話）
粋と同期の副操縦士。移行訓練で勅使河原とペアを組む。
青山
演 - 安東弘樹
JALの広報。JALの従業員の仕事を紹介する広報用ビデオの制作担当。
前田
演 - 松本亨子
JALの広報。青山と同じく、広報用ビデオの制作担当。
浅山友樹
演 - 庄野崎謙
JALのグランドハンドリング。広報用ビデオに出演する。

#### 第7話
高橋浩夢
演 - 前原瑞樹（第1話）
整備士。ジェームスの後輩。
機長
演 - 矢柴俊博（最終話）
羽田発 - 関空行 255便の機長。粋の787実機操縦の離着陸操縦技能の教官。関空着陸時、誤侵入した海外のチャーター機を避けるために粋がゴーアラウンドしたことは的確な対処であったと聞き取り調査で報告する。
結婚式場のスタッフ
演 - 鈴木アメリ
スカイウェディング羽田のスタッフ。粋を本谷の新郎と勘違いする。

#### 最終話
三上
演 - 時津真人
羽田発 - 新千歳行 507便で粋のOJT訓練飛行に付き添うセイフティパイロット。
急病患者
演 - みっちー
羽田発 - 新千歳行 507便のフライト中に発作を起こし体調不良となる搭乗客。粋の判断で羽田空港に引き返し、病院に緊急搬送され一命を取り留める。
榎本
演 - 宮田俊哉
羽田空港でOJT訓練飛行前の粋とすれ違うCA。

## スタッフ
- 脚本 - 衛藤凛
- 音楽 - 沢田完
- 主題歌 - Kis-My-Ft2「Two as One」（MENT RECORDING）[58]
- 気象監修 - 鈴木アメリ
- ゼネラルプロデューサー - 中川慎子（テレビ朝日）
- プロデューサー - 神田エミイ亜希子（テレビ朝日）、田中真由子（テレビ朝日）、森一季（MMJ）
- 協力 - 日本航空[2]
- 演出 - 宝来忠昭、木内健人
- 制作著作 - テレビ朝日、MMJ

## 放送日程
| 話数   | 放送日  | サブタイトル                            | ラテ欄                                            | 演出     |
| ------ | ------- | --------------------------------------- | ------------------------------------------------- | -------- |
| 第1話  | 7月22日 | ツイてるコーパイ登場!                   | 管制官の声に恋…!? パイロットが挑む奇跡の着陸!!    | 宝来忠昭 |
| 第2話  | 7月29日 | 搭乗訓練で運命の再会                    | コックピットで運命の再会!! 実家訪問で交際宣言!?   | 宝来忠昭 |
| 第3話  | 8月05日 | 探していた"声の人"に気づく時!           | 空で急病人発生!? 管制官へ相合傘の告白             | 木内健人 |
| 第4話  | 8月12日 | 真夏の海! キャンプで2人きりの朝!!       | キャンプで二人きりの朝! 真夏の海と恋              | 木内健人 |
| 第5話  | 8月19日 | 花火フライトの約束! 思いを伝える瞬間!!  | 初デートは花火フライト!! 空港キス…!?              | 宝来忠昭 |
| 第6話  | 8月26日 | パイロットと恋する宿命? 新たな訓練開始! | 今日泊まってく? 恋人との朝! シミュレーター訓練    | 木内健人 |
| 第7話  | 9月02日 | 最終章! 思い合うからこそ…すれ違う二人!! | 最終章!! ひと夏の恋に終止符? 緊迫のゴーアラウンド | 宝来忠昭 |
| 最終話 | 9月09日 | 最終回!!愛と奇跡のテイクオフ            |                                                   | 宝来忠昭 |

- 第4話は『熱闘甲子園』の放送のため、朝日放送テレビなど一部地域を除き30分繰り下げられ、23時45分 - 翌0時45分に放送された。

## ネット配信
最新話配信はテレビ朝日の放送日時基準のため、遅れネット局では配信の更新に遅れて放送される。

同時ネット局放送済の分については、個別の記事を参照。
| 配信元               | 更新日時         | 配信期間 | 備考                               |
| -------------------- | ---------------- | -------- | ---------------------------------- |
| テレ朝キャッチアップ | 土曜 放送後 更新 | 7日      | 同時ネット局の最新話限定で無料配信 |
| TVer                 | 土曜 放送後 更新 | 7日      | 同時ネット局の最新話限定で無料配信 |
| GYAO!                | 土曜 放送後 更新 | 7日      | 同時ネット局の最新話限定で無料配信 |

## 受賞歴・評価
- 第13回ロケーションジャパン大賞
  - 特別賞 - 官民を巻き込んでクオリティーの高いドラマを放送し、コロナ禍で落ち込んでいた航空業界を盛り上げ復興に貢献したことを評価され、日本航空、国土交通省航空局と共に表彰された[61]。

## スピンオフドラマ
『NICE CONTROL!』（ナイスコントロール）と題し、阿部亮平（Snow Man）演じる管制官・夏目幸大が主人公のスピンオフドラマがTELASAにて独占配信された。玉城ティナが演じる管制官・河原かすみとの2人の成長が描かれる。

### キャスト（スピンオフドラマ）
- 夏目幸大 - 阿部亮平（Snow Man）[62]
- 河原かすみ - 玉城ティナ[62]

### ゲスト（スピンオフドラマ）
- 飯塚理香子 - 黒川智花[63]

### スタッフ（スピンオフドラマ）
- 脚本 - 福谷圭祐[62]
- 演出 - 日暮謙[62]
- ゼネラルプロデューサー - 中川慎子
- プロデューサー - 神田エミイ亜希子[62]、小林麻衣子[62]、森一季[62]
- 制作 - テレビ朝日、MMJ

### 配信日程
| 話数   | 配信日  |
| ------ | ------- |
| 第1話  | 8月20日 |
| 第2話  | 8月27日 |
| 最終話 | 9月03日 |